# Brian Maya
Brian David Maya (ur. 15 lipca 1977 roku w Buenos Aires) – argentyński aktor, scenarzysta i producent filmowy.
Przyszedł na świat w żydowskiej rodzinie Enrique Mayi i Beby. Jest członkiem i założycielem TJM, wytwórni filmowej i telewizyjnej z siedzibą w Buenos Aires, odpowiedzialny za produkcję dramatu Palermo Hollywood (2004), gdzie także zagrał główną rolą Mario Segal. Film był prezentowany na najbardziej uznanym festiwalu Sundance Film Festival 2005, który promuje kino niezależne. Inne jego projekty obejmują: Santiso, Salwador (El Salvador), Tajemnica Ewy (Eva's Secret) i Rey de la Noche.

## Filmografia

### Filmy fabularne
- 2007:  Sultanes del Sur jako El Pibe
- 2004:  Palermo Hollywood jako Mario Segal
- 2004:  Peligrosa obsesión jako DJ

### Seriale TV
- 2002: Relic Hunter jako Maxim Velovsky
- Dora the Explorer jako Refreee/Horse (głos)